# Staurastrum
Staurastrum ist eine Algengattung aus der Gruppe der Zieralgen (Desmidiales), die rund 1200 Arten umfasst. Sie ist damit eine der artenreichsten Algengattungen.

## Merkmale
Es sind einzellige, unbegeißelte Algen. Die Zellen sind durch eine Einschnürung (Sinus) in zwei gleichartige Halbzellen geteilt. Der Sinus ist in der Regel weit offen oder ist eine flache Einschnürung. Die Form der Halbzellen ist je nach Art sehr unterschiedlich. Sie kann fast kreisrund, dreieckig, viereckig oder polygonal sein. Die Zellwand kann mit Warzen, Höckern oder Stacheln versehen sein und ist häufig punktiert. An den Ecken der Halbzellen befinden sich häufig strahlige Verlängerungen, sodass die Zellen sternförmig wirken. An jeder Verlängerung sitzen zwei bis vier Stachel. In jeder Halbzelle befindet sich ein axialer Chloroplast, der in jede Zellverlängerung reicht. Pro Chloroplast ist meist ein Pyrenoid vorhanden, selten mehr. 
Die ungeschlechtliche Fortpflanzung erfolgt in der für Zieralgen typischen Form. Die geschlechtliche Fortpflanzung erfolgt durch Konjugation zweier Zellen. Die Zygote ist kugelförmig, eiförmig oder polyedrisch und ist mit den leeren Zellen verbunden. Die Wand der Zygote ist glatt oder mit langen gegabelten Stacheln besetzt. 
Die Größe der Zellen reicht von 17 bis 80 µm.

## Verbreitung
Die Gattung wie auch viele Arten ist kosmopolitisch. Staurastrum lebt benthisch oder freischwimmend in allen Gewässertypen. 

## Systematik

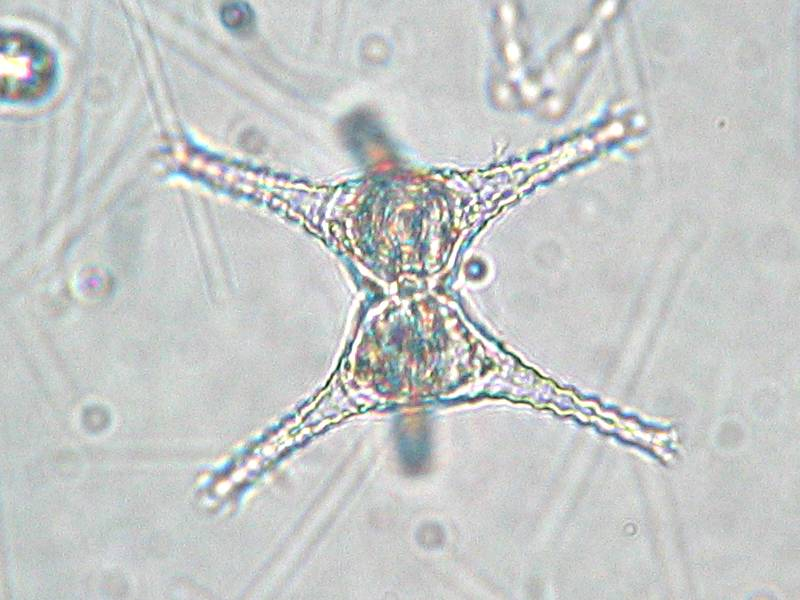
Staurastrum sp.

Einige auch in Mitteleuropa vertretende Arten sind:
- Staurastrum aculeatum
- Staurastrum dickiei
- Staurastrum erasum
- Staurastrum glaber
- Staurastrum gracile
- Staurastrum pingue
- Staurastrum polymorphum
- Staurastrum punctulatum
- Staurastrum scabrum
- Staurastrum spongiosum
- Staurastrum teliferum
- Staurastrum tetracerum

## Belege
- Karl-Heinz Linne von Berg, Michael Melkonian u. a.: Der Kosmos-Algenführer. Die wichtigsten Süßwasseralgen im Mikroskop. Kosmos, Stuttgart 2004, ISBN 3-440-09719-6, S. 124.